# Elisabeth Kaerrick
Elisabeth Kaerrick (* 6. Januar 1886 in Pernau, Gouvernement Livland, Russisches Kaiserreich; † 25. Juni 1966 in München) war eine Übersetzerin aus dem Russischen. Bekannt wurde sie für ihre seit 1906 erschienene Übersetzung der Werke Dostojewskis, dabei gebrauchte sie das Pseudonym E. K. Rahsin.

## Leben
„Less“ Kaerrick, wie sie in ihrem Bekanntenkreis genannt wurde, studierte Philosophie und Literaturwissenschaft in Dorpat. Anschließend reiste sie lange Zeit durch Europa, ließ sich 1914 in Berlin nieder, lebte 1919 in Oberbayern und ab 1922 in München.
Schon Anfang des Jahrhunderts lernten sie und ihre Schwester Lucy (1877–1965) bei einer Reise nach Paris den Kulturhistoriker Arthur Moeller van den Bruck kennen, der dort Ablenkung von persönlichen Problemen suchte. Er hatte für sich den noch weithin unbekannten Dostojewski entdeckt, dessen Gedankenwelt ihm eine Alternative zum dekadenten Westen zu sein schien. Auch den Schwestern war Dostojewski bereits aufgefallen, ebenso die Machwerke, die unter dem Namen Dostojewski in Deutschland erscheinen durften. Dies war möglich, da Russland nicht der Berner Konvention beigetreten war und jedermann russische Werke vermarkten durfte, ohne irgendwelche Urheberrechte beachten zu müssen. Meist wurden die gängigen Romane in verkürzter Form angeboten, damit man sie entsprechend billig verkaufen konnte.

## Dostojewski-Übersetzung
Moeller konnte den jungen Verleger Reinhard Piper überzeugen, dass es sich lohnen könnte, den Autor einem deutschen Autor rechtlich und finanziell gleichzustellen sowie dessen Werke in sorgfältigen Editionen herauszubringen. Less Kaerrick sollte sie (mit geringer Hilfe ihrer Schwester, die 1908 Moellers zweite Frau wurde) übersetzen und er würde sie unter zusätzlicher fachlicher Beratung des  Dichters Dmitrij Mereschkowskij herausgeben. Die Übersetzungen erschienen ab 1906; bis 1919 lag das Gesamtwerk Dostojewskis in 22 Bänden (zuzüglich acht Ergänzungen aus Dostojewskis Nachlass, die von René Fülöp-Miller und Friedrich Eckstein zwischen 1925 und 1931 herausgegeben wurden und an deren Übersetzungen Kaerrick nicht beteiligt war) vor. Die Übersetzerin trat dabei ausschließlich unter dem Pseudonym E. K. Rahsin in Erscheinung.
Das Unternehmen wurde dank der Sprachkunst Kaerricks ein großer Erfolg und legte die Grundlage für die Dostojewski-Rezeption im deutschen Sprachraum. Da Moeller van den Bruck die Übersetzungen Kaerricks, obwohl er der russischen Sprache nicht mächtig war, glättete und da seine die einzelnen Werke einleitenden Essais nach 1945 schlechterdings nicht mehr abdruckbar waren, unterzog Kaerrick zwischen 1954 und 1963 die Übersetzungen einer Revision. Auf Basis dieser revidierten Übersetzungen entstand eine zehnbändige revidierte Dünndruckausgabe, die mehrmals (1977, 1980 und 2004 sowie 2008 in Taschenbuchausgaben) nachgedruckt wurde. 1996 brachte der Piper-Verlag, anlässlich seines 100. Geburtstages dagegen einen Jubiläumsnachdruck der ursprünglichen Fassungen (ohne die Essais von Moeller van den Bruck, aber mit den seit 1992 neuen Nachworten einzelner Literaturwissenschaftler) heraus (dieser auch als Lizenz bei Zweitausendeins). Bis heute ist Kaerricks Übersetzung, obwohl mittlerweile exaktere Ausgaben erschienen sind, weitverbreitet und vielgelesen.

## Auszeichnungen
1960 wurde der renommierte Johann-Heinrich-Voß-Preis für Übersetzung an Frau Rahsin, die selbst bei dieser Gelegenheit ihren wirklichen Namen nicht genannt haben wollte, verliehen.
Das Pseudonym wurde erst nach ihrem Tod durch den Verlag aufgelöst.